# Динич, Танасие
Танасие Динич (серб. Танасије Динић; 14 апреля 1891, Ниш — 17 июля 1946, Белград) — югославский сербский коллаборационист времён Второй мировой войны.

## Краткая биография
Воинское звание: полковник резерва Югославской королевской армии. Депутат Скупщины Югославии от Югославской национальной партии. В годы Второй мировой войны — министр внутренних дел Недичевской Сербии с 1942 по 1943 годы (входил в так называемое «правительство национального спасения Милана Недича»). В 1946 году был подсудимым на Белградском процессе: несмотря на чистосердечное признание в государственной измене и сотрудничестве с немцами, приговорён к смертной казни через расстрел с конфискацией имущества. Приговор приведён в исполнение 17 июля 1946 года.